# Słupia (gromada w powiecie skierniewickim)
Słupia – dawna gromada, czyli najmniejsza jednostka podziału terytorialnego Polskiej Rzeczypospolitej Ludowej w latach 1954–1972.
Gromady, z gromadzkimi radami narodowymi (GRN) jako organami władzy najniższego stopnia na wsi, funkcjonowały od reformy reorganizującej administrację wiejską przeprowadzonej jesienią 1954 do momentu ich zniesienia z dniem 1 stycznia 1973, tym samym wypierając organizację gminną w latach 1954–1972.
Gromadę Słupia siedzibą GRN w Słupi utworzono – jako jedną z 8759 gromad na obszarze Polski – w powiecie skierniewickim w woj. łódzkim, na mocy uchwały nr 39/54 WRN w Łodzi z dnia 4 października 1954. W skład jednostki weszły obszary dotychczasowych gromad Słupia wieś, Słupia Folwark, Słupia Pokora, Modła, Krosnowa Nowa i Zagórze ze zniesionej gminy Słupia w tymże powiecie. Dla gromady ustalono 16 członków gromadzkiej rady narodowej.
31 grudnia 1959 do gromady Słupia przyłączono obszar zniesionej gromady Winna Góra.
Gromada przetrwała do końca 1972 roku, czyli do kolejnej reformy gminnej. Na okres trzech miesięcy Słupia utraciła funkcje administracyjne, ponieważ dopiero 1 kwietnia 1973 w powiecie skierniewickim reaktywowano gminę Słupia.